# Лоулесс, Люси
Лю́си Ло́улесс (англ. Lucy Lawless, урождённая Лю́силь Фрэ́нсис Ра́йан (англ. Lucille Frances Ryan); род. 29 марта 1968, Окленд, Новая Зеландия) — новозеландская актриса кино, телевидения и озвучивания, продюсер, кинорежиссёр, певица, фотомодель и общественный деятель, получившая известность благодаря роли Зены — королевы воинов.

## Биография

### Детство и юность
Родилась 29 марта 1968 года в семье Фрэнка и Джули Райан. Была пятым ребёнком в семье, и старшей из двух девочек. До 8 лет она была настоящим сорванцом, ни в чём не уступая четырём старшим братьям.
Начальное образование получила в школе при монастыре, где проявила интерес к актёрской игре и принимала участие в многочисленных мюзиклах и пьесах. Окончив среднюю школу в 17 лет, поступила в Оклендский Университет, но проучилась там очень недолго, увлёкшись идеей путешествия по Европе. Проучившись один год, бросила учёбу и вместе со своим женихом Гартом Лоулессом отправилась путешествовать по миру. Чтобы прокормить себя, пара перебивалась мелкими заработками. Возвратившись, они устроились работать на золотой прииск вблизи Калгурли в Австралии. В 1988 году они сочетались браком и вернулись в Новую Зеландию, где у них родилась дочь Дэйзи.
В 1989 году Лоулесс стала «Миссис Новая Зеландия 1989». Она начала сниматься в различных рекламных роликах и вскоре получила роль в комедийном шоу «Funny Business». Позже Люси стала ведущей передачи «Travel Magazine» канала «Air New Zealand Holiday».

### «Зена — королева воинов»
Затем Лоулесс появилась в сериале о приключениях Геракла, сыграв две небольшие роли. Впервые Зена появилась в сериале «Удивительные странствия Геракла» в качестве злодейки. Сначала на роль Зены утвердили Ванессу Эйнджел (Лиза в «Чудесах науки»), но она неожиданно заболела. У продюсеров в запасе было всего два дня, чтобы найти замену.
Вскоре удалось вывести отдельный сериал о приключениях Зены, съёмки которого продолжались шесть лет, с 1995 по 2001 год.
В 1996 году Лоулесс развелась с Гартом Лоулессом, оставив у себя дочь Дэйзи. В октябре 1996 года Лоулесс пригласили в США на популярное телешоу «Tonight with Jay Leno». По сценарию, она должна была въехать в студию на коне. Лошадь поскользнулась, упала вместе с актрисой, и Лоулесс получила травму таза. За шесть лет съёмок «Зены» Лоулесс не получила ни одной травмы. В большей части трюковых сцен она обходилась без дублёров. Для страховки съёмочная группа покрывала будущее поле боя гимнастическими матами и маскировала их грязью.
«Мы встретились, когда я уже играла Зену, и, как говорится, между нами проскочила большая искра. А потом мы стали проводить всё больше и больше времени вместе, и из искры возгорелось пламя. Чем больше мы общались, тем больше понимали, что просто созданы друг для друга. А потом, наконец, оба почувствовали, что сопротивляться дальше бесполезно. Это любовь».
Через год, после лечения и ещё одного сезона «Зены», Лоулесс вернулась в США и приняла участие в бродвейской театральной постановке «Grease» в роли Бетти Риззо. 28 марта 1998 года вышла замуж за продюсера сериала «Зена» Роберта Таперта. 16 октября 1999 года у них родился сын Джулиус Роберт Бэй Таперт.

### С 2001 года

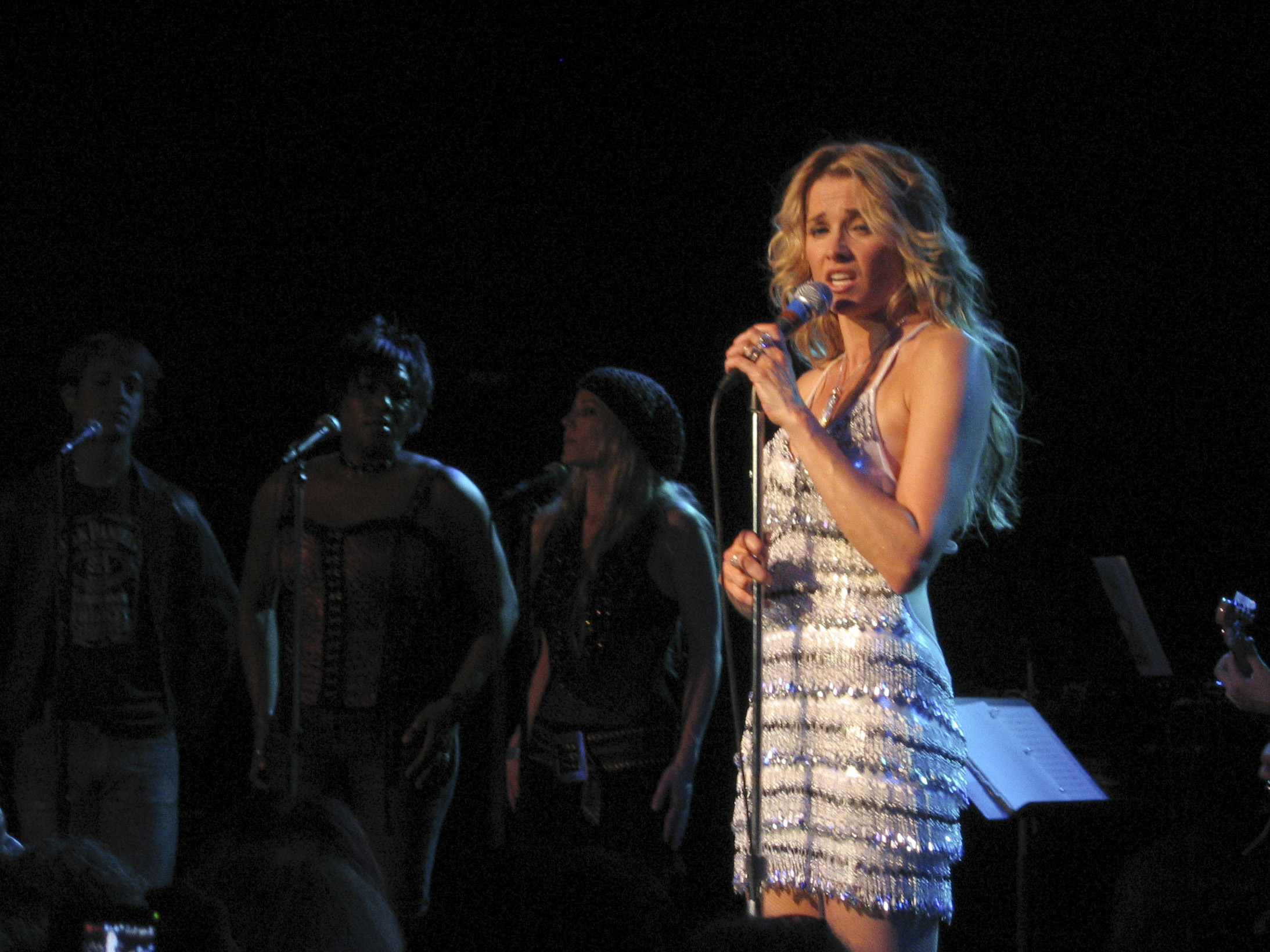
На концерте в Лос-Анджелесе (2007)

В 2001 году Лоулесс сыграла эпизодические роли в таких сериалах, как «Секретные материалы», «Ты только пристрели меня».
В 2002 году появилась в фильме «Человек-паук» в эпизодической роли девушки-панка.
7 мая 2002 на свет родила второго сына — Джуда Майро Таперт.
В 2003 году выступила ведущей на канале Discovery в шести сериях документальной программы под названием «Женщины-воины». В том же году вела в Новой Зеландии церемонию «New Zealand Music Awards 2003».
В 2004 году сыграла эпизодическую роль в молодёжной комедии «Евротур».
В 2005 году вышел фильм ужасов «Бугимен», который был снят в Новой Зеландии. Лоулесс сыграла роль матери главного героя.
В 2005 году получила роль сайлона Номер Три в сериале «Звёздный крейсер „Галактика“».
Участвовала в шоу «Знаменитые дуэты».
В 2010 году на американском кабельном канале Starz был запущен новый исторический сериал «Спартак: Кровь и песок». Лоулесс исполнила роль Лукреции, жены Батиата.
Являясь активисткой «Гринпис», в феврале 2012 года в составе группы из шести экоактивистов участвовала в захвате нефтедобывающего судна, стоявшего у берегов Новой Зеландии и зафрахтованного компанией Shell для выполнения буровых работ в Чукотском море у побережья американского штата Аляска. Забравшись на 53-метровую буровую вышку, группа удерживала судно в течение 96 часов, пока Лоулесс и её товарищи не были задержаны полицией. Суд приговорил актрису к 120 часам общественных работ, а также штрафу в размере 545 американских долларов.

## Фильмография
| Год        |     | Русское название                                      | Оригинальное название                                                | Роль                                                           |
| ---------- | --- | ----------------------------------------------------- | -------------------------------------------------------------------- | -------------------------------------------------------------- |
| 1987       | с   | Забавное дело                                         | Funny Business                                                       | Various (1989)                                                 |
| 1990       | ф   |                                                       | A Bitter Song                                                        | медсестра 1                                                    |
| 1990       | ф   | Без закона                                            | Within the Law                                                       | Verity                                                         |
| 1990       | с   | Парковая Акула                                        | Shark in the Park                                                    | Ким Хьюз                                                       |
| 1991       | с   | От Майка с любовью                                    | For the Love of Mike                                                 | Хелен                                                          |
| 1991       | ф   | Конец золотой поры                                    | The End of the Golden Weather                                        | девушка Джо                                                    |
| 1992       | с   | Театр Рэя Брэдбери                                    | The Ray Bradbury Theater                                             | Лидди Бартон                                                   |
| 1993       | ф   | Воин радуги                                           | The Rainbow Warrior                                                  | Джейн Редмонд                                                  |
| 1993       | тф  | Люди Тайфона                                          | Typhon's People                                                      | Минк Тертиус                                                   |
| 1993       | с   |                                                       | The Black Stallion                                                   | Сара Макфи                                                     |
| 1994       | тф  | Геракл и амазонки                                     | Hercules and the Amazon Women                                        | Люсия                                                          |
| 1994—1997  | с   | Прилив                                                | High Tide                                                            | Шэрон Лист / полицейский под прикрытием                        |
| 1996       | кор | Персик                                                | Peach                                                                | Персик                                                         |
| 1997       | кор | Геракл и Зена: Волшебники экрана                      | Hercules & Xena: Wizards of the Screen                               | Зена                                                           |
| 1998       | мф  | Геркулес и Зена: Битва за Олимп                       | Hercules and Xena - The Animated Movie: The Battle for Mount Olympus | Зена                                                           |
| 1995—1998  | с   | Удивительные странствия Геракла                       | Hercules: The Legendary Journeys                                     | Зена / Лила                                                    |
| 2000       | ф   | Оборотень                                             | Ginger Snaps                                                         | школьный диктор                                                |
| 2001       | с   | Журнал мод                                            | Just Shoot Me!                                                       | Стейси                                                         |
| 1995—2001  | с   | Зена — королева воинов                                | Xena: Warrior Princess                                               | Зена / Мег / Диана / Лея / Энни                                |
| 2001       | с   | Секретные материалы                                   | The X Files                                                          | Шэннон Макмахон                                                |
| 2002       | в   | Зена: Королева Воинов — когда друг нуждается в помощи | Xena: Warrior Princess - A Friend in Need (The Director's Cut)       | Зена                                                           |
| 2002       | ф   | Человек-паук                                          | Spider-Man                                                           | панк-рок девушка                                               |
| 2003       | с   | Тарзан                                                | Tarzan                                                               | Кэтлин Клейтон                                                 |
| 2004       | ф   | Евротур                                               | EuroTrip                                                             | мадам Вандерсеккс                                              |
| 2004       | ф   | Человек-паук 2                                        | Spider-Man 2                                                         | кричащая блондинка                                             |
| 2004       | с   | Клава, давай!                                         | Less Than Perfect                                                    | Трейси Флетчер                                                 |
| 2005       | ф   | Бугимен                                               | Boogeyman                                                            | мать Тима                                                      |
| 2005       | с   | Два с половиной человека                              | Two and a Half Men                                                   | Памела                                                         |
| 2005       | тф  | День саранчи                                          | Locusts                                                              | Мэдди Рирдон                                                   |
| 2005       | тф  | Смертоносная стая                                     | Vampire Bats                                                         | Мэдди Рирдон                                                   |
| 2006       | ф   | Ключ от тайной комнаты                                | The Darkroom                                                         | Шэрил                                                          |
| 2006       | с   | Вероника Марс                                         | Veronica Mars                                                        | агент Моррис                                                   |
| 2007       | тф  | Футбольные жёны                                       | Football Wives                                                       | Таня Остин                                                     |
| 2007       | с   | Чёрная метка                                          | Burn Notice                                                          | Эвелин                                                         |
| 2007       | с   | Умерь свой энтузиазм                                  | Curb Your Enthusiasm                                                 | в роли самой себя                                              |
| 2008       | мф  | Dragonlance: Драконы осенних сумерек                  | Dragonlance: Dragons of Autumn Twilight                              | Золотая Луна                                                   |
| 2008       | мф  | Лига Справедливости: Новый барьер                     | Justice League: The New Frontier                                     | Чудо женщина                                                   |
| 2008       | с   | Вечернее шоу с Дэвидом Леттерманом                    | Late Show with David Letterman                                       | д’Анна Бирс                                                    |
| 2008       | с   | C.S.I.: Место преступления Майами                     | CSI: Miami                                                           | Одри Йатс                                                      |
| 2008       | ф   | Сказки на ночь                                        | Bedtime Stories                                                      | Аспен / средневековая дама / греческая придворная / Косможучок |
| 2005—2009  | с   | Звёздный крейсер «Галактика»                          | Battlestar Galactica                                                 | д’Анна Бирс                                                    |
| 2009       | с   | Летучие Конкорды                                      | The Flight of the Conchords                                          | Паула                                                          |
| 2009       | с   | Секс в другом городе                                  | The L Word                                                           | сержант Мэрибетт Даффи                                         |
| 2009       | ф   | Стервозные штучки                                     | Bitch Slap                                                           | игуменья                                                       |
| 2009       | ф   | Ангел смерти                                          | Angel of Death                                                       | Вера                                                           |
| 2010       | кор |                                                       | Lez Chat                                                             | строитель                                                      |
| 2010       | с   | Спартак: Кровь и песок                                | Spartacus: Blood and Sand                                            | Лукреция                                                       |
| 2011       | ки  | Hunted: The Demon's Forge                             | Hunted: The Demon's Forge                                            | Серафина                                                       |
| 2011       | с   | Спартак: Боги арены                                   | Spartacus: Gods of the Arena                                         | Лукреция                                                       |
| 2011       | мс  | Американский папаша!                                  | American Dad!                                                        | Стейси                                                         |
| 2011       | с   | Необыкновенная семейка                                | No Ordinary Family                                                   | Хелен Бартон                                                   |
| 2012       | с   | Спартак: Месть                                        | Spartacus: Vengeance                                                 | Лукреция                                                       |
| 2012—2014  | с   | Парки и зоны отдыха                                   | Parks and Recreation                                                 | Дайан                                                          |
| 2013       | с   | Вершина озера                                         | Top of the Lake                                                      | Кэролайн                                                       |
| 2014       | с   | Код                                                   | The Code                                                             | Алекс                                                          |
| 2014—2015  | с   | Агенты «Щ.И.Т.»                                       | Agents of S.H.I.E.L.D.                                               | Изабель «Иззи» Хартли                                          |
| 2015       | с   | Салем                                                 | Salem                                                                | графиня Ингрид фон Марбург                                     |
| 2015—2018  | с   | Эш против зловещих мертвецов                          | Ash vs. Evil Dead                                                    | Руби Ноуби                                                     |
| 2019—. . . | с   | Моя жизнь - убийство                                  | My Life Is Murder                                                    | Алекса Кроу                                                    |
| 2022       | ф   | Миньоны: Грювитация                                   | Minions: The Rise of Gru                                             | Сестра Бац                                                     |

## Награды и номинации
Награды

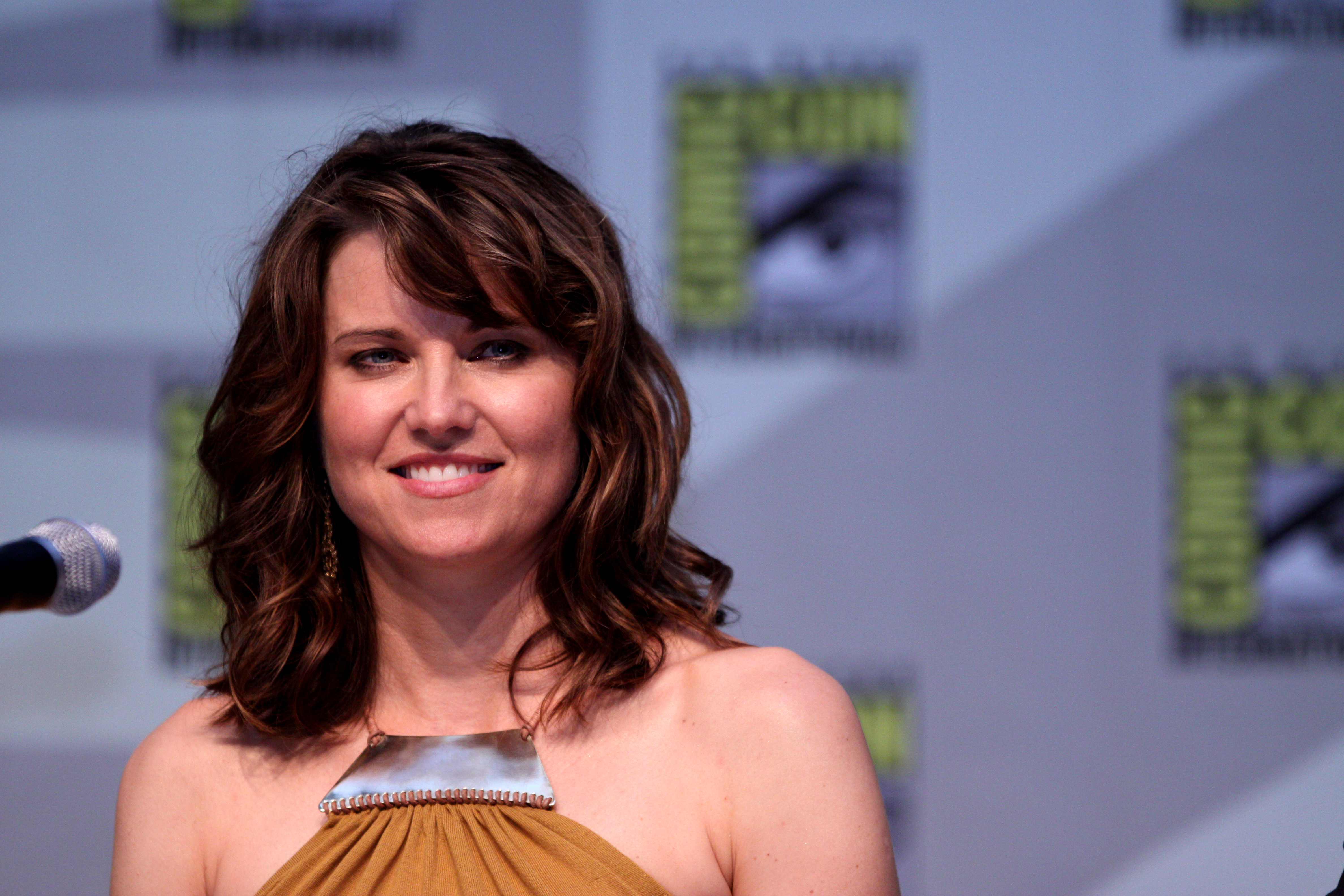
В 2010 году

- 1997 — Online Film & Television Association — лучшая актриса сериала («Зена — королева воинов»)
- 2011 — Премия «Сатурн» лучшей телеактрисе второго плана («Спартак: Кровь и песок»)

Номинации
- 1997 — Премия «Сатурн» лучшей телеактрисе («Зена — королева воинов»)
- 1998 — Online Film & Television Association — лучшая актриса сериала («Зена — королева воинов»)
- 1999 — Online Film & Television Association — лучшая актриса сериала («Зена — королева воинов»)
- 2010 — Телевизионный фестиваль в Монте-Карло — лучшая актриса драматического сериала («Спартак: Кровь и песок»)
- 2016 — Fangoria Chainsaw Awards — лучшая актриса второго плана («Салем»)
- 2016 — IHorror Awards — лучшая актриса сериала в жанре хоррор («Эш против зловещих мертвецов»)